# Koninklijke Harmonie Pieter Aafjes
Koninklijke Harmonie Pieter Aafjes is een harmonieorkest in Culemborg in de provincie Gelderland dat opgericht werd in september 1888 als Culemborgse Harmonie "Crescendo".

## Geschiedenis
De eerste dirigent van de toen nog kleine harmonie was Otto Borgstein, een schilder met een kleine winkel aan de markt in Culemborg. Een belangrijk optreden van dit orkest was tijdens de kroningsfeesten van koningin Wilhelmina op 6 september 1898.
Op 29 september 1907 nam Borgstein afscheid als dirigent en werd opgevolgd door Pieter Aafjes. Met deze dirigent groeide het muzikale niveau en het aantal muzikanten van het orkest. Er werd regelmatig deelgenomen aan concoursen. Aafjes leidde vele jonge leden op; hij wist de jeugd aan te trekken en te houden. Op 20 mei 1918 werd tijdens het concours in Klaaswaal een eerste prijs in de afdeling Uitmuntendheid met lof der jury behaald. Na de Tweede Wereldoorlog overleed Pieter Aafjes op 14 juni 1947.
Zijn opvolger als dirigent werd een voormalig leerling van Aafjes te weten Jac van Dillen, die in 1938 zijn diploma als orkestdirigent behaald had. Het eerste herdenkingsconcert begon men met een compositie van Pieter Aafjes In memoriam. Dit stuk had hij gecomponeerd naar aanleiding van het overlijden van zijn zoon. Verder werd besloten de naam van de vereniging te veranderen in Culemborgse Harmonie "Pieter Aafjes".
In 1951 werkte men mee aan een opmars tijdens de voetbal interlandwedstrijd Nederland - Noorwegen en verzorgde het orkest een optreden voor de VARA-radio. Op Koninginnedag in 1952 werd deelgenomen aan het defilé voor de Koningin.
Op 30 april 1953 kreeg de harmonie het predicaat Koninklijk. Zes jaar later werd medewerking verleend aan het defilé in de paleistuin te Soestdijk, ter ere van de verjaardag van koningin Juliana.
Op 8 maart 1975 nam Jac van Dillen afscheid als dirigent van het harmonieorkest. Zijn opvolger werd Heinz Friesen, de eerste dirigent die niet vanuit de vereniging zelf voort kwam. In 1988 vierde men het eeuwfeest van de harmonie. Ter afsluiting van deze festiviteiten organiseerde de harmonie op 22 oktober onder auspiciën van de KNF een concours. Op 9 september 1989 werd in het kader van de Nederlandse monumentendag voor het stadhuis in Culemborg de "Ouverture 1812" van Pjotr Iljitsj Tsaikovski uitgevoerd met kanonschoten van GMOD en klokkengelui van het carillon van de vierkantetoren. Op 30 april 1990 bezocht koningin Beatrix Culemborg. Op het grote podium voor het stadhuis speelde het orkest voor de Koningin en haar gevolg andermaal "Ouverture 1812".
In 1997 werd Pieter Aafjes landskampioen bij het topconcours in Arnhem. In 1998 nam zij een cd op met daarop een aantal van de concourswerken. In 2012 heeft Pieter Aafjes het hoogste aantal punten behaald over alle georganiseerde erkende concoursen in de eerste divisie.
In 2017 ging Pieter Aafjes voor het eerst sinds het tijdperk van Heinz Friesen op concours en dit keer onder leiding van Arjan Gaasbeek, die het stokje in 2017 van Heinz Friesen had overgenomen. Het orkest, 
dat uitkwam in de eerste divisie, scoorde een gemiddelde van 92 punten wat een eerste prijs met lof van de jury betekende.
In het Groot Orkest spelen op dit moment (2021) zo’n 70 muzikanten mee. Naast het Groot Orkest kent de vereniging nog twee andere orkesten, namelijk het Middenorkest (o.l.v. Marilou Krouwel) en het Opstaporkest (o.l.v. Jonie Pijpers).

## Dirigenten
| naam              | begin | eind  | opm.        |
| ----------------- | ----- | ----- | ----------- |
| Otto Borgstein    | 1888  | 1907  |             |
| Pieter Aafjes     | 1907  | 1947  |             |
| Jac van Dillen    | 1947  | 1975  |             |
| Heinz Friesen     | 1975  | 2016  |             |
| Arjan Gaasbeek    | 2017  | Heden |             |
| Jacques Claessens | 1993  | 1997  | 2e dirigent |
| Johan Boonekamp   | 1997  | 2005  | 2e dirigent |
| Geert Schrijvers  | 2006  | 2010  | 2e dirigent |
| Arjan Gaasbeek    | 2010  | 2016  | 2e dirigent |

## Concertreizen
| Jaar | Land      | Locatie     | Orkest       |
| ---- | --------- | ----------- | ------------ |
| 1953 | Frankrijk | Concertreis | ?            |
| 1955 | Frankrijk | Concertreis | ?            |
| 2009 | Duitsland | Weissenbach | Middenorkest |
| 2012 | Duitsland | Kuppenheim  | Groot Orkest |